# Urak Lawoi
Người Urak Lawoi (tiếng Mã Lai: Orang Laut, tiếng Thái: อูรักลาโว้ย U-rak La-woi) là một dân tộc bản địa Malay sống trên các hòn đảo ở biển Andaman ngoài khơi bờ biển phía tây Thái Lan, gồm Phuket, đảo Phi Phi, Jum, Ko Lanta, Bulon, Ko Lipe và Ko Adang, quần đảo Adang.
Dân số người Urak Lawoi có khoảng 6.000 người. Họ nói tiếng Urak Lawoi’, một ngôn ngữ gần gũi với tiếng Mã Lai nhưng chịu ảnh hưởng của tiếng Thái. Lối sống du cư trên biển của họ, cũng như một vài dân tộc khác ở Đông Nam Á, được gọi là những người du mục biển ("Sea Gypsy" hay "người Digan biển"). Trong những năm gần đây lối sống này đang bị thay đổi nhanh chóng, do nền kinh tế thị trường bùng nổ, và việc Chính phủ mở Vườn quốc gia Biển Tarutao.

## Tên gọi
Tên tự gọi của họ là Urak Lawoi, nghĩa là "người từ biển". Các phát âm khác bao gồm Orak Lawoi, Lawoi, Lawta. Người Thái Lan gọi họ là Chao Tha Le (người biển), Chao Nam (người nước), với một chút ý nghĩa coi thường nhẹ nhàng.
Các văn liệu châu Âu thì xếp họ vào nhóm Sea Gypsy (người Digan biển) hay người du mục biển.